# 정관 (스님)

정관(1957년 ~ )은 선불교 비구니이자 한식 요리사이다. 한국 백양사 천진암에서 수행하며 스님과 신도, 방문자들을 위해 요리를 하는 것으로 알려져 있다. 식당을 운영하거나 정식으로 요리 교육을 받은 적이 없다.
7남매 중 다섯째로 태어난 정관은 대한민국 경북 영주에서 태어나 농촌에서 자랐다. 7살 때 손으로 국수를 만드는 법을 배웠다. 17세에 집을 떠나, 2년 후 선비구니에 들어가 하여 요리로 다르마를 전파하는 소명을 발견했다. 정관의 요리법에는 가지, 토마토, 자두, 오렌지, 호박, 두부, 바질, 고추 등 자신이 직접 재배한 채소가 사용된다. 엄격한 채식주의자뿐만 아니라 욕망을 증가시킨다고 믿는 마늘과 양파를 요리에서 배제한다.
정관은 서울 밍글스 레스토랑의 강민구 셰프, 코펜하겐 노마 셰프 르네 레드제피 등에게 영향을 미쳤다.  Le Bernadin 에서 개인 손님들을 위해 요리하기 위해 뉴욕에 방문하였으며  불교도인 Éric Ripert 와 친구이다. 2017년 넷플릭스 시리즈 '셰프의 식탁' (Chef's Table)에 출연했다.

## 참고문헌
1. ↑  “The Zen Cooking Way”. 《Sha Wellness Clinic》. 2019년 1월 30일. 2020년 2월 2일에 확인함.
2. ↑  유경상, 정관스님 “17살 때 母 잃고 결혼하지 않으려 출가, 7년만 父에 연락” (4인용식탁), 뉴스엔미디어, 2024-01-02
3. 1 2 3 4  Gordinier, Jeff (2015년 10월 16일). “Jeong Kwan, the Philosopher Chef”. 《The New York Times》. 2017년 7월 3일에 확인함.
4. 1 2  Thompson, Jonathan (2016년 10월 9일). “Zen and the art of Korean vegan cooking”. 《The Guardian》. 2017년 7월 3일에 확인함.
5. ↑  Cheung, Alexis (2017년 6월 27일). “The Most Popular Buddhist Nun Cook — in Manhattan”. 《The New York Times》. 2017년 7월 3일에 확인함.
6. ↑  Aftab, Kaleem (2017년 2월 20일). “We sat down for dinner cooked by one of Chef's Table Season 3's chefs”. 《The Independent》. 2017년 7월 3일에 확인함.